# 창조론

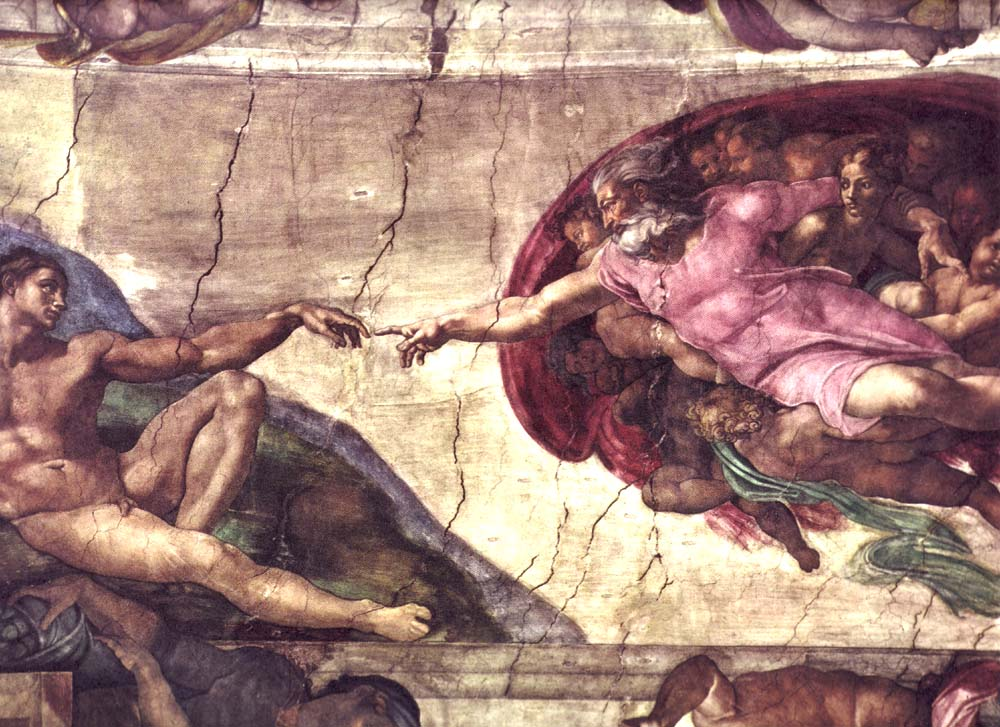

창조론(創造論, 영어: Creationism)은 각 종교의 설화나 신화, 신앙에 바탕하여 인간, 생명, 지구, 우주 등 만물이 신에 의해 어떻게 창조되었는지에 대한 형이상학적인 신학 사상을 말한다. 이 창조는 완전한 무(無)에서의 창조일 수도 있으며, 이전부터 있던 혼돈에 질서를 부여하고 기존의 물질을 사용한 2차적인 창조를 포함한 것일 수도 있다. 연기론이나 이기론 등과 같이 만물 생성의 근본 원리에 관한 형이상학적 또는 종교적 논제의 한 부류로서 연구되기도 한다. 많은 종교에서 창조에 관한 표현은 해당 종교의 핵심적인 교리에 연관되는 경우가 대다수다.
근대 이전에는 지역을 불문하고 각 문화권의 설화나 신화에 기초하여 세상의 창조가 보편적인 진리로 받아들여졌으나, 인본주의 철학이 등장하면서 도전받기 시작하였고 입자물리학, 지질학, 고고학, 고생물학, 진화학, 유전학, 분자진화학과 합성생물학, 빅뱅이론을 위시한 천체물리학 등을 위시한 현대 과학의 발달로 그 의미가 보통 실증될 수 없는 신학과 형이상학적 영역에만 국한되는 실정이다.
좁은 의미로서의 창조론은 일반적으로 아브라함계 세계관에 바탕을 둔 신의 창조를 가리키며, 그중에서도 기독교와 성경에 기반한 내용들을 역사적, 과학적 사실로 주장하는 것을 말한다.

## 신학적 의미의 창조론

### 기독교적 창조론

#### 성경적 특징
일반적으로 기독교에서 말하는 창조론은 성경 해석으로 다음과 같은 특징들이 있다.
1. 무로부터(ex nihilo) 창조 : 이 창조는 이미 존재하던 무엇을 사용하여 창조한 게 아니다. 바울은 "존재하지 않는 것을 존재하도록 불러내시는 하나님(롬 4:17)"이라 하였으며, 고후 4:6에 "어둠 속에서 빛이 비추어라"는 구절이 있다.
2. 전 포괄적 본질성 : 세계 어느 한 부분이 창조된 후 나머지 것들이 다른 것에서 기원하도록 한 것이 아니며, 모든 실체가 본질적으로 신의 창조를 통해 존재하게 된 것이다. 이는 '태초에 하나님이 천지를 창조하시니라(창 1:1)'의 '천지'를 '존재하는 모든 것'으로 해석한 결과이다.
3. 사역 : 창조는 삼위일체 신, 즉 성부, 성자, 성령의 사역이다. 구약성경에서 이 특징은 삼위일체의 개념이 분명하지 않을 때이므로 잘 드러나지 않으나, 신약성경에서는 보다 명확한 근거를 찾을 수 있다. 예로 고전 8:6의 '그러나 우리에게는 하나님 곧 아버지가 계시니, 만물이 그에게서 났고, 우리도 그를 위하며, 또한 주 예수 그리스도께서 계시니, 만물이 그로 말미암고, 우리도 그로 말미암았느니라'라는 구절이 있다. 성령의 활동은 모호한데, 창 1:2, 욥 26:13 등의 구절을 성령 활동의 근거로 해석할 수 있다.
4. 창조의 자발성 : 창조는 오직 신의 자발적 의지에 의해 선하고 충분한 이유로 이루어진 것이다. 창조의 목적은 신의 영광이며, 창조된 세계는 신의 뜻을 수행하여 신을 영화롭게 한다.

#### 신학적 의미
기독교적인 창조론은 기독교 신학에서 다음과 같은 신학적 의미를 갖는다.
1. 다원론의 거부 : 신 이외의 모든 존재자는 신으로 말미암아 존재하게 된 것이므로, 신 이외의 어떤 다른 궁극적 원리가 되는 실체가 존재한다는 주장은 거부된다.
2. 신이 이룬 창조의 독특성 : 신의 창조는 인간의 창조와는 다른 독특성을 가진다. 인간의 물적 창조 행위는 어떤 재료를 변형시킴으로 이루어지며, 이는 재료의 한계 하에서만 가능한 것이다. 또한 인간이 어떤 개념을 창조할 때도 이전의 경험을 바탕으로 하여 작성 및 표현을 할 수밖에 없다. 그러나 신의 창조는 신 외의 어떤 것에 의해서도 제한받지 않는 것이며, 이에 주어진 유일한 한계는 신의 본성 및 신의 선택 뿐이다. '창조'라는 단어는 '무에서 유로'의 개념이며, 인간은 단지 '조합' 혹은 '생산'만이 가능하다.
3. 본질적 악의 거부 : 선한 신에 의해 창조된 어떤 것도 본질적으로 악하지 않다. 창세기에서는 '보시기에 좋았더라'라는 언급이 반복되며(창 1:10, 12, 18, 21, 25), 창조 후에는 신이 창조물을 보고 '심히 좋았더라(창 1:31)'라는 언급을 한다. 즉, 창조된 처음의 피조 세계 안에는 악한 것이 없었으며, 모두 선한 것들 뿐이었다.
4. 인간의 책임 : 물질 세계가 본질적으로 악한 것이 아니므로, 인간은 물질 세계의 악한 영역을 비난함으로써 자신의 악한 행동을 정당화할 수 없다. 인간의 죄는 자유를 누리는 가운데 발생한 것이며, 이는 온전히 죄를 짓는 이의 책임이다.
5. 성육신의 가능성 : 성자가 성육신을 통해 지상에 나타났다는 것은 물질 세계가 본질적으로 악하지 않다는 근거가 된다.
6. 금욕주의의 거부 : 금욕주의를 정당화하기 위해서는 육체적 본성이 어느 정도 악해야 한다. 그러나 물질 세계에 속하는 육체는 본질적으로 악한 것이 아니므로, 금욕주의는 정당화할 수 없다. 구원과 영성은 물질적인 영역을 회피하지 않고, 그런 것을 거룩하게 함으로써 발견되는 것이다.
7. 유출적 일원론의 거부 : 기독교적 창조는 무로부터의 창조이므로, 물질 세계는 신의 본성에서 유출된 것, 즉 신의 실체에서 분리된 신의 일부가 아니다. 피조물은 신의 실체와 확실히 구분되며, 신에 의존적이고 유한한 것이다. 어떤 피조물이나 피조물들의 연합도 신과 동등하게 될 수 없다. 이러한 특성은 피조물의 본질적인 한계가 되며, 우상숭배를 배격할 근거가 된다.

### 이슬람교적 창조론

#### 창조의 대상
이슬람교에서는 꾸란에 의거하여 모든 존재의 근원을 알라, 즉 신으로 본다. 꾸란에 따르면 신은 인간과 우주를 창조(khalq)했으며, 인간들에게 다른 피조물을 선물로 주었다고 한다. 구체적으로 신은 천사(43:19), 진(55:15 - 진은 연기 없는 불로 창조), 하늘과 땅(14:19), 태양과 달, 낮과 밤(41:37), 천둥(13:3), 나무, 과일, 곡식과 향기로운 꽃(55:10~12), 수중 생물(24:45) 등의 창조주이다.

#### 이론적 쟁점
이슬람교 신학에서 다루는 창조론에서 생기는 이론적 쟁점은 다양하다. 예를 들어, 꾸란에서 '알라'를 배타적인 창조주로 취급하는지에 대해서는 이견이 있다. 수라 13:16의 다음과 같은 구절이 문제가 되기 때문이다. 여기서는 알라와 다른 '샤리크'(동반자, 우상)에게도 창조의 능력이 있다는 듯한 언급이 있다. 일반적으로 꾸란에서 창조의 능력은 알라(유일신)에게만 귀속되나, 이 구절만이 예외이다.
| “ | 일러가로되 천지의 주님이 누구이뇨, 일러가로되 하나님이라, 일러가로되 스스로를 위하여 유용함도 해악도 없는 그분 아닌 다른 것을 보호자로 택하였느뇨, 일러가로되 장님과 보는 자가 같을 수 있으며, 암흑과 빛이 같을 수 있느뇨, 또한 그들은 그들이 만든 우상을 그분이 창조한 것처럼 숭배하여 창조된 것이 그들에게 혼돈됨인가, 일러가로되 하나님께서 만물을 창조하였으며, 그분은 홀로 전능하심이라 - 사우디 국왕역 《성 꾸란 의미의 한국어 번역》, 수라 13:16. | ” |

이는 아래의 번역에서 보다 명확하게 드러난다.(볼드체)
| “ | 말하라. 하늘들과 땅의 주님은 누구인가? 말하라. 알라 말하라. 왜 너희들이 그 분(알라)이 아닌 (다른) 보호자를 취했니? 그들 자신에게 유익과 해로움도 주지 못한다. 말하라. 시각 장애자가 시각 정상인과 동등하냐? 또는 깜깜한 어둠이 빛과 동등하니? 또는 그들이 알라의 슈라카(동반자들, 샤리크의 복수)를 만들어 알라가 창조한 것과 유사한 것을 슈라카가 창조한 것이 알라의 것과 구별이 안 된다는 말인가? 말하라. 알라는 만물의 창조주이다. 그 분은 한 분이시다. - 공일주, 《꾸란의 이해》, 한국외국어대학교 출판부, 2010, 122쪽에서 재인용. | ” |

그러나 이는 정통 교리를 따르는 한 심각한 쟁점이 되지는 않는다. 신 자체의 존재론, 또 이에 의거해 신이 이룬 창조의 특성과 꾸란의 존재를 어떻게 신학적으로 설명할 것이냐가 보다 중요한 쟁점이 되는데, 이에 대해 어떠한 의견을 개진하느냐에 따라 신학의 학파가 무으타질라파, 아슈아리파, 마투리디파 등으로 다양하게 갈리게 되었다.

### 힌두교적 창조론

#### 리그 베다의 근거
힌두교 문헌에서는 여러 가지 창조에 대한 언급이 발견된다. 이는 주로 《리그 베다》에서 볼 수 있는데, 정리하면 다음과 같다. 이러한 베다의 언급을 근거로 힌두교의 육파 철학이 세계의 창조 문제를 논한다.
- 일신교적 창조론

1. 초기 리그 베다 문헌에서는 건조(建造) 또는 출산을 본뜬 원시적인 우주의 창조론을 담고 있지만, 명확한 창조신의 이름은 드러나지 않는다.
2. 후기 문헌에서는 보다 분명한 언급이 보인다. 10:8에서는 우주의 창조신을 '비슈바카르만'이라 언급하며, 이 신은 천지를 창조할 때 집을 짓듯이 양팔로 부채질하여 접합시켰다고 한다.
3. 반면 '브리하스파티'(기도의 주인)를 창조신으로 하는 찬가(10:72)에서는 브리하스파티가 대장장이처럼 만물을 단조했다고 기록되어 있다. 이 찬가에서 '유(有)는 무(無)에서 생기지 않는다.'라는 언급이 있는데, 이 구절은 이후 철학적으로 중요한 쟁점이 되었다. 여기의 '무'는 비존재라기보다는 혼돈 상태를 가리킨다.
4. 태초에 가없이 넓은 물이 있고, 이 안에서 '히란야가르바'(황금의 태아)가 잉태되어 창조신이 태어났다는 설이 있다.(10:21) 여기서는 창조신의 이름이 거론되지 않는다. '프라자파티'(조물주)가 거론되지만, 이는 후대에 덧붙여진 것으로 보인다.
5. 리그 베다의 내용 중 가장 추상적인 창조론은 우주 개벽의 찬가(10:129)에서 전개된다. 이 찬가는 다음과 같이 시작한다. '태초에 무(無)도 없고 유(有)도 없었다. 공계(空界)도 없었으며 그를 뒤덮는 하늘도 없었다…' 이 찬가는 우주의 발생 원인을 중성(中性)의 근본 원리인 절대의 유일자에게로 돌린다.

- 범신론적 창조론

1. 10:90의 '푸루샤 숙타'(원시 찬가)는 범신론적이다. 원시의 인간 '푸루샤(Purusha)'는 천 개의 머리, 천 개의 눈, 천 개의 발을 가졌으며, 신들이 푸루샤를 희생시켜 야즈나를 지냈을 때 거기서 말, 소, 산양, 양 등이 태어났고, 푸루샤의 마음에서는 달이, 눈에서는 태양이, 입에서 인드라와 아그니가, 숨결에서 바람이, 배꼽에서 공계(空界), 머리에서 천계(天界), 양 발에서 대지, 귀에서 방위(方位)가 생겼다고 한다. 이러한 찬가는 거인 해체 신화의 한 예이다.

#### 힌두교의 근거
- 트리무르티 창조론

1. 오늘날 대다수의 힌두교 종파에서는 태초에는 트리무르티(브라흐마, 비슈누, 시바)만 존재했으며, 이 중 창조의 신인 브라흐마에 의해 세상이 창조되었다고 믿는다.

### 조로아스터교적 창조론
조로아스터교에서의 창조 과정 묘사는 기독교 및 이슬람교와 유사하게 전개된다. 하늘, 물, 땅, 식물, 동물, 인간을 6단계로 365일에 걸쳐 창조되었다고 하는데, 선신(善神) 아후라 마즈다와 악신(惡神) 아흐리만의 대립이 강하게 드러나는 것이 특징이다. 예를 들면, 선신이 땅 위에 인간들의 16개 국가를 창조하자 악신은 그에 대항하는 것을 만들었다고 한다. 선신이 최초로 좋은 나라 '하르야나 와에자프'(동 이란)를 만들자 악신은 뱀과 겨울을, 다른 나라 '니사야'를 만들자 불신(不信)의 죄를, '할라와이티'를 만들자 죽은 자를 묻는 죄를, '카쿠라'를 만들자 죽은 자를 태우는 죄를, 일곱 강(江)의 지방을 만들자 월경(月經)과 혹서(酷暑)를 창조하였다. 선신이 인간들을 위한 나라를 만들 때마다 악신은 방해물을 만들어 그 나라의 번영을 방해하는 자로 묘사되는 것이다.

## 좁은 의미의 창조론

### 정의
좁은 의미로서의 창조론은 각 종교의 경전에서 서술하는 세상의 기원에 대한 신학적 인식과 해석에 관한 것이 아닌, 기독교와 성경에 기반한 내용들을 역사적, 과학적 사실로 간주하여 이를 과학의 범주로 올려놓기 위한 일련의 시도들을 특별히 지칭한다.

### 역사
근대 시기까지만 하더라도 서구에서는 성경이 객관적이고 절대적인 진리로 여기는 시각이 대부분이었고, 이것은 우주와 지구의 역사를 이야기하는데까지도 확장되었었다. 하지만 1859년, 다윈과 월리스는 ‘자연선택’에 따라 환경에 적응한 일부 개체가 자연에서 살아남고, 선택된 변이 형질이 후대에 유전된다는 가설을 주장하였다. 또한 다윈은 '지구에 사는 수많은 종(種)이 공통 조상들로부터의 거듭된 분화의 결과물'일 수 있다는 연구 결과도 발표하였다.
이후 진화가 분자계통도, 형질의 상동/상사, 종분화 실험 등 수많은 반증 시도를 통과하여 과학적 사실로 받아들여지게 되고, 집단유전학, 발생학과 결합하여 더 체계적인 진화생물학으로 거듭남에 따라 종교계 내에서도 과학적 사실인 진화를 받아들여야 한다는 목소리가 높아지게 되었다. 창조론을 지지하는 가장 큰 집단인 기독교계는 입장에 따라 크게 성경 문자주의에 입각한 근본주의 계파에서 주로 펼치는 젊은 지구 창조론과 창조과학, 지적설계 등과 성서를 상징이나 문학으로 해석해야 한다는 자유주의와 복음주의 계파의 유신진화론으로 나뉘게 되었다.

### 분류

#### 젊은 지구 창조론
젊은 지구 창조론은 기독교 근본주의의 문자주의적(축자영감설) 해석을 토대로 신에 의해 최초의 6일 동안 모든 창조가 이루어졌으며, 지구의 나이가 6,000~10,000년이라고 주장한다. 창조과학 역시 상당 부분 이 세력에 바탕을 두고 있다. 또한 이 견해는 대진화를 거부하며, 생물학적으로도 지지할 수 없고 화석 기록에 의해서도 지지되지 않는다고 주장한다. 다만 대진화에 대한 증거는 모두 거짓이라고 보지만, 소진화는 창조주가 환경적 적응과 생존을 위해 유전학의 구조로 설계한 유전적 매개변수로 취급한다. 마지막으로 이들은 보편적 공통 조상으로부터의 공통 후손이라는 개념을 거부한다.
젊은 지구 창조론을 주장하는 사람들은 과학계가 진화론을 비롯한 다양한 과학 이론을 받아들이는 것이 매우 편협하고 맹목적이거나 왜곡된 사실에 근거한다고 본다. 하지만 소위 창조과학자라고 불리는 자들 중 다수가 학문적 규범을 무시하거나 지키지 않기에, 주류 과학계에서 인정받지 못한다. 또 미국의 일부 주에서는 창조론을 학교 정규 교과과정에 반영하는 문제가 재판으로 비화되기도 했다.

#### 오랜 지구 창조론
오랜 지구 창조론은 과학적으로 밝혀진 지구와 우주의 나이를 인정하고, 긴 시간에 걸쳐서 개개의 생명체들이 창조되었다는 입장이다. 여기에 속한 대표적인 이론들로는 날-연대 이론, 간격론, 점진적 창조론 등이 있다.
- 날-연대 이론(day-age theory)은 창세기의 6일 창조에서 하루가 오늘날의 24시간이 아닌 훨씬 더 오랜 기간으로 정의되야 한다는 입장이다. 날-시대 이론을 지지하는 천체물리학자 휴 로스는 창세기의 창조 1일과 4일을 다음과 같이 해석한다: 창조 1일에는 태양과 달을 포함한 하늘이 이미 창조되었지만 대기가 불투명하여 빛이 지구 표면에 도달하지 못했으며, 창조 4일에는 대기가 천체가 볼 수 있을 정도로 투명해져서 창세기의 이야기대로 징조와 계절과 날과 해를 이루는 기능을 수행할 수 있게 되었다. 그는 선캄브리아기 동안 대기 중 산소가 증가하여 안개와 구름이 줄어든 것을 자신의 해석과 연관시켰다.[8][9] 그는 또한 창세기 1장의 식물을 산소를 생성하는 미생물로 해석하고, 창조 6일에 창조된 동물은 모든 지상 동물이 아니라 인간 활동에 필요한 동물이라고 보아 창조 5일에 역시 육상 동물이 창조되었을 수 있다고 제안한다.[10]
- 간격론(gap theory)은 창조가 6일만에 이루어졌지만, 그 전에 이미 긴 시간이 존재했던 것으로 설명하여 주류 과학계의 지구 연대와 궤를 같이 한다. 하지만 진화와 이를 연구하는 진화학의 과학적인 가치를 인정하지 않기에 과학계와의 갈등은 여전하다. 또한 창세기의 해석에 있어서 문자적 해석과 상징적 해석을 함께 사용하기에 젊은 지구 창조론자들로부터 크나큰 반발을 사고 있다.
- 점진적 창조론(Progressive creationism)은 모든 '종류'의 식물과 동물이 수백만년 동안 단계적으로 나타나는 빠른 폭발로 일어났다고 보는 입장이다. 생물학적 대폭발 뒤에는 새로운 도착을 수용하기 위해 정체 또는 평형 기간이 뒤따른다. 이러한 폭발은 신의 개입에 의해 신이 새로운 유형의 유기체를 창조한 것으로 간주한다.
또한 점진적 창조론은 고고학적으로 종이 조상의 꾸준한 변형에 의해 점진적으로 나타나진 않지만, 그러나 한꺼번에 '온전히 형성된' 상태로 나타난다고 본다. 일반적으로 이것은 문자적 창조론과 진화론 사이의 중간 지점으로 여겨진다. 프로그레시브 창조론의 대표적 단체/조직으로는 휴 로스(Hugh Ross)가 설립한 '믿어야 할 이유(Reasons To Believe)'가 있다.

#### 지적설계
80년대 미국에서부터 시작된 생물의 '환원불가능한 복잡성'에 근거하여 창조주에 의한 디자인과 설계를 주장하는 그룹이다. 2005년, 키츠밀러 소송 사건에서 지적 설계론은 완패하였다. 존 E. 존스 3세는 판결문에서 '지적 설계론은 과학이 아니며, 나아가 이것은 창조론과 같은 그 종교적인 조상들과 뗄 수 없는 관계에 있다.'고 했다. 이 재판에서 지적설계를 주장하던 마이클 베히에 대항하는 측은 베히가 인용한 편모 관련 논문의 저자들을 직접 불렀으며, 그들은 이곳에서 베히가 사실과 다른 주장을 하고 있다는 것을 증명해 주었다.

#### 유신진화론
유신진화론은 과학적으로 밝혀진 지구와 생명의 역사를 대부분 수용하고, 이 모든 과정이 신의 섭리에 의한 창조의 과정이라고 해석하는 입장이다. 과학과의 갈등 요소가 적으며, 국제적으로 많은 자유주의와 복음주의 계통 학자들의 지지를 받고 있다. 대표적인 기관/단체로는 전 NIH학장이었던 프랜시스 콜린스(Francis Collins)가 설립한 바이오로고스(BioLogos)가 있다.
유신진화론의 공통된 주장은 다음과 같이 종합될 수 있다.
1. 신이 창조의 주체이나 진화를 통하여 만물을 만들었다. 따라서 지금도 신이 만든 자연 법칙에 따라 창조는 계속되고 있다. 신의 특수적 개입을 제외한 나머지 일반적인 모든 자연계의 작용은 자연 법칙에 따라 일어난다.
2. 최초의 인류가 탄생하기 전(Pre-Adamic Age) 긴 지질 연대가 있었다. 그 지질 시대에 살았던 생물들이 그 해당되는 지층 속에 묻히면서 무기질과 치환된 것이 오늘날의 화석이다.
3. 신이 한 유인원에게 생기를 불어넣어 현생 인류를 만들었다. (선아담인류론)
4. 창세기는 창조에 대한 과학적 기록이 아닌 문학의 장르이다.[11]

사실 이것은 기독교가 과학적인 연구 결과를 어떻게 수용할 것인가의 문제 뿐만 아니라, 창조가 기록된 창세기 1-3장의 기록을 어떻게 신학적으로 해석할 것인가의 문제이기도 하다. 젊은 지구 창조론을 주장하는 근본주의는 이에 대한 문자적 해석의 결과이다. 반면 오랜 지구 창조론 등 주류 과학 이론을 존중하는 복음주의 계열의 경우, 이를 문학적이고 상징적 언어로 해석하는 골격 해석 등의 다양한 신학적 해석을 제시한다.
유신진화론에서는 지구 역사의 어느 시점에 하나님이 개입하여 인류에게 영혼이 생겼다고 보고 있다. 유신진화론 단체인 바이오로고스(BioLogos)에서는 아담과 이브는 이 초기 인류의 영적 대표자였을 것으로 해석한다.
유신진화론의 사상적 뿌리는 일부 교부들의 6기간적 견해, 아리우스주의에 뿌리를 둔 유니테리언, 퀴비에의 자연발생설과 근세의 세속적 인본주의 및 율리우스 벨하우젠의 문서가설, 베르그송의 생의 철학 등에서 찾을 수가 있다. 이들의 영향을 받아 19세기말부터 기독교는 물론 유대교와 이슬람교 내부로도 유신론적 진화 사상은 급속히 확산되었다.

### 과학계의 입장
기독교 창조론은 그 존재 여부에 대해 과학적 반증이 불가능한 특정 종교의 설계자가 존재함을 기본 전제로 하기 때문에, 보통 과학 이론이 아니라 형이상학 이론으로 간주된다.

### 창조론을 믿는 사람들
1980년, 《미국 교육위원회 저널(Amercian School Board Journal)》에 따르면 미국인의 2/3는 공립학교에서 창조론 역시 교육해야 한다고 답했고, 19%는 진화 교육을 아예 없애야, 48%는 둘 다 가르쳐야 한다고 응답했다.
1986년, 미국변호사협회(American Bar Association)에서 설문조사를 했는데 변호사들의 2/3는 공립학교에서 창조론을 가르치는게 종교와 관련된 조항인 미국 수정헌법 1조에 어긋나지 않는다고 하였다.
1991년, 미국 전역에 대한 한 여론조사에 따르면 미국인의 47%는 특별 창조에 대해 믿는다고 하였고, 40%는 유신진화론을 선호한다고 하였다. 흑인들, 여성들, 가난한 사람들일수록 창조론을 더 잘 받아들이는 경향이 있었다.
2005년, 갤럽의 조사에 따르면 53%의 미국인들은 '하나님이 현재 형태의 인간을 성경에서 정확히 묘사하는 방식대로 창조했다'를 믿는다고 한다. 또한 해당 조사는 65.5%의 미국인들이 창조론을 결정적이거나 있을 법한 사실로 본다고 하였다. 같은 해 뉴스위크의 조사에 따르면 80%의 미국인들은 '하나님이 우주를 창조했다'를 믿는다고 한다.

## 같이 보기
- 창조과학
  - 젊은 지구 창조설
  - 오랜 지구 창조설
  - 유신진화론
  - 선아담인류론
  - 창조론에 대한 반론

- 성서해석학
  - 축자영감설
  - 성서비평학
  - 이중저작설

- 과학
  - 진화
  - 진화생물학
  - 화학진화

- 유사과학
  - 창조과학
  - 지적설계
  - 시계공 유추
  - 미신

## 참고 문헌
- 밀라드 J. 에릭슨, 나용화·황규일 역, 《조직신학 개론》, 기독교문서선교회, 2007
- 공일주, 《꾸란의 이해: 정통 이슬람과 민속 이슬람》, 한국외국어대학교 출판부, 2010
- 요시다 아츠히코 외, 하선미 역, 《세계의 신화 전설》, 혜원, 2010